# Kinder- und Jugendtheater Metzenthin
Das Kinder- und Jugendtheater Metzenthin ist mit rund 750 Kursteilnehmenden zwischen 2 und 22  Jahren die grösste musisch-pädagogische Institution der Schweiz mit Sitz in Zürich. Seit 1951 werden wöchentliche Kurse und Ferienkurse angeboten. Die jährlichen Märchenproduktionen mit über 100 Kindern und Jugendlichen sowie Zirkus-  und  weitere Theaterprojekte  trugen dazu bei, dass das Kindertheater im Zürcher Kulturleben einen festen Platz einnimmt.

## Geschichte
1951 gründete Rosmarie Metzenthin das Kinder- & Jugendtheater in Zürich. Noch im selben Jahr veranstaltete sie mit 25 Kindern eine  Märchenaufführung  in Zürich und  Baden. 1952 wurde erstmals ein  Krippenspiel vor dem Zürcher Grossmünster aufgeführt. Metzenthin schrieb den Text, ihr Mann Hans Andreae begleitete auf der Orgel. Anlässlich des ersten Züri Fäscht 1953 entwickelte Metzenthin den  Kinderzirkus Ullalla Bassissi, der von da an fast jeden September seine Vorstellungen gab. 1957 fand erstmals eine Theateraufführung mit Jugendlichen statt. Für ihre künstlerische und pädagogische Arbeit wurde Metzenthin 1976 mit dem Kulturpreis der Stadt Zürich geehrt.
1978 wurde das Musisch-Pädagogische Seminar (MPS) eröffnet, das eine dreijährige Berufsausbildung anbot. Noch heute besteht das MPS als einjährige berufsbegleitende Weiterbildung im musischen Bereich. 1980 fand das erste Familienkonzert in Zusammenarbeit mit dem Zürcher Tonhalle Orchester statt.
1999 trat die Gründerin Metzenthin zurück (sie verstarb 2014), das Kindertheater wurde von ihren beiden Nichten übernommen. Seit 2020 leitet es Sibyll Metzenthin gemeinsam mit Ursina Höhn.

## Berühmte «Metzkinder»
- Katja Alves, Kinderbuchautorin
- Peter Bollag, Schauspieler
- Patricia Boser, Fernsehmoderatorin
- Denise Biellmann, Eiskunstläuferin
- Lisa Brühlmann, Regisseurin & Schauspielerin
- Laura de Weck, Autorin & Regisseurin
- Patricia Fässler, ehemalige Miss Schweiz
- Lawrence Grimm, Künstler & Cartoonist
- Charles Lewinsky, Schriftsteller
- Sue Mathis, Sängerin
- Claude Messinger, Clown
- Mona Petri, Schauspielerin
- Alex Rübel, Direktor des Zürcher Zoos (1991–2020)

## Verschiedenes
- Das Kinder- und Jugendtheater Metzenthin vermittelt auch immer wieder Kinder für grössere Projekte (zum Beispiel für Sketches in der TV-Show Benissimo oder 2003 für eine grosse Aufführung des Stücks Jedermann).

- Eine kleine Gruppe Jugendlicher aus dem Metzenthintheater hat sich 2004 zur Theatersport-Gruppe Die METZger zusammengeschlossen.